# 聖莫里斯 (瑞士)
聖莫里斯，瑞士瓦萊州圣莫里斯区的核心市镇。它的位置是從前古羅馬的阿哥嫩以及中世紀的聖莫里斯修道院（現為瑞士知名的高級學院）的所在。
聖莫里斯位於通往羅納河谷上游的幹道入口處。因此，它具有戰略上的重要性。
自15世紀起，防禦工事在此地建設以控制這個通道。
1880年到1995年間，圣莫里斯城堡便建在周圍的山坡地上。

## 友好城市
- 法國 圣莫里斯

## 外部連結
- Official website （页面存档备份，存于） （法文）